# 李先芳 (正德進士)
李先芳（1478年—？），字孟春，山西太原府代州人，民籍，明朝政治人物。

## 生平
山西鄉試第八十八名舉人。正德六年（1511年）中式辛未科會試第一百二十二名，登第三甲第七十名進士。

## 家族
曾祖李信；祖父李福源；父李滋，曾任義官。母韓氏；繼母王氏。具庆下。